# Henryk Rozmiarek
Henryk Rozmiarek, född 13 januari 1949 i Poznań, Polen, död 10 mars 2021, var en polsk handbollsspelare.
Han tog OS-brons i herrarnas turnering i samband med de olympiska handbollstävlingarna 1976 i Montréal.